# George Curzon
George Nathaniel Curzon, Primul Marchiz Curzon de Kedleston, KG, GCSI, GCIE, PC, (n. 11 ianuarie 1859, Kedleston⁠(d), Anglia, Regatul Unit al Marii Britanii și Irlandei – d. 20 martie 1925, Londra, Anglia, Regatul Unit), cunoscut și ca The Lord Curzon of Kedleston între 1898 – 1911 și ca The Earl Curzon of Kedleston între 1911 – 1921, a fost om de stat britanic, membru al Partidului Conservator, Vicerege al Indiei și Ministru de externe. Linia Curzon, care este actuala frontieră de est a Poloniei, a primit numele său.

## Tinerețea
Curzon a fost cel mai mare fiu și al doilea copil al baronului Alfred Curzon, (1831–1916), Rector al Kedleston in Derbyshire, și al soției acestuia, Blanche (1837–1875). El s-a născut la Kedleston Hall, în conacul unde familia sa de origine normandă locuia din secolul al XII-lea. Mama sa i-a murit pe când George avea doar 16 ani. Tatăl lui avea să mai trăiască 41 de ani. Niciunul dintre părinți nu i-a influențat în mod hotărâtor viața lui Curzon. Tatăl său era un reprezentat tipic al vechii aristocrații britanice, care apăra tradiția familiei, care cerea ca moșierii să-și ducă viața pe moșie și să nu colinde în lumea largă. Din acest motiv el nu a apreciat călătoriile fiului său în Asia dintre anii 1887 – 1895. O influența mult mai importantă asupra tânărului Curzon a avut-o guvernanta sa, Ellen Mary Paraman, o femeie brutală, dar cu pregătire medie sanitară, care i-a stimulat combativitatea și curiozitatea pentru observația științifică. Paraman îl forța periodic să defileze prin sat purtând o pălărie conică cu etichete precum „mincinos”, „turnător” sau „laș”. Curzon avea să scrie mai târziu că niciun copil născut într-o familie bună și înstărită nu a plâns mai mult decât el .

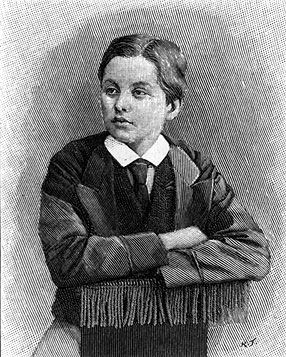
Curzon la Eton, aproximativ 1870

Curzon a fost educat la colegiile Eton și Balliol. La Eton, el a devenit favoritul lui Oscar Browning. Relațiile mult prea apropiate cu acesta din urmă, au dus la demiterea profesorului, suspectat de homosexualitate. Cât timp a studiat la Eton, Curzon a fost antipatizat și simpatizat în măsură egală de profesorii și colegi săi. Capacitatea lui Curzon de atragere în egală măsură a simpatiilor și antipatiilor a fost o constantă a vieții sale. La Universitatea Oxford, el a fost președinte al Oxford Union și secretar al Oxford Canning Club. Deși nu a reușit să obțină titlul academic „First-class Honours” în „Literae Humaniores”, el a reușit totuși să câștige premiul „Arnold” cu un eseu cu privire la Sir Thomas More. Despre acest premiu, Curzon avea să mărturisească mai târziu că nu știa mai nimic despre Thomas More înainte de a fi început studiul, lucrarea fiind terminată chiar în dimineața în care trebuia predată. A fost ales în 1883 reprezentant al studenților în consiliul de conducere al All Souls College.
Un accident de călărie din adolescență, care i-a afectat șira spinării, l-a marcat pe Curzon toată viața. El a suferit de insomnii provocate de durerile cronice și a fost obligat să poarte un corset metalic, ceea ce a contribuit la impresia neplăcută de aroganță și duritate.

## Începuturile carierei de parlamentar
Curzon a devenit secretar privat al lui Lord Salisbury în 1885, iar în 1886 a fost ales membru al Camerei Comunelor al Parlamentului Regatului Unit. În discursul său inaugural, el a atacat proiectul autonomiei Irlandei („Home Rule”) și naționalismul irlandez. Acest discurs a fost considerat elocvent dar suficient și arogant. Discursurile care au urmat, care au vizat de cele mai multe ori Irlanda și reformarea Camerei Lorzilor s-au înscris pe aceeași linie. 
În această perioadă el a călătorit în întreaga lume: Imperiul Rus și Asia Centrală (1888 – 1889), Persia (1889 – 1890), Siam, Indochina Franceză și Coreea (1892), Afghanistan și Munții Pamir (1894). El a publicat de asemenea o serie de cărți legate de Asia centrală și răsăriteană și chestiunile politice legate de aceste regiuni. Curzon a fost un călător înrăit și curajos, iubitor al Orientului, geograf amator. A fost răsplătit cu medalia de aur de către Royal Geographical Society pentru explorarea izvoarelor râului Amu Darya (Oxus). Principalul obiectiv al călătoriilor sale nu a fost unul științific, ci unul politic: studierea problemelor Asiei și a influențelor asupra Indiei Britanice. În același timp, călătoriile i-au alimentat mândria și încrederea în misiunea sa pentru creșterea prestigiului imperiului. 

## Prima căsătorie (1895–1906)

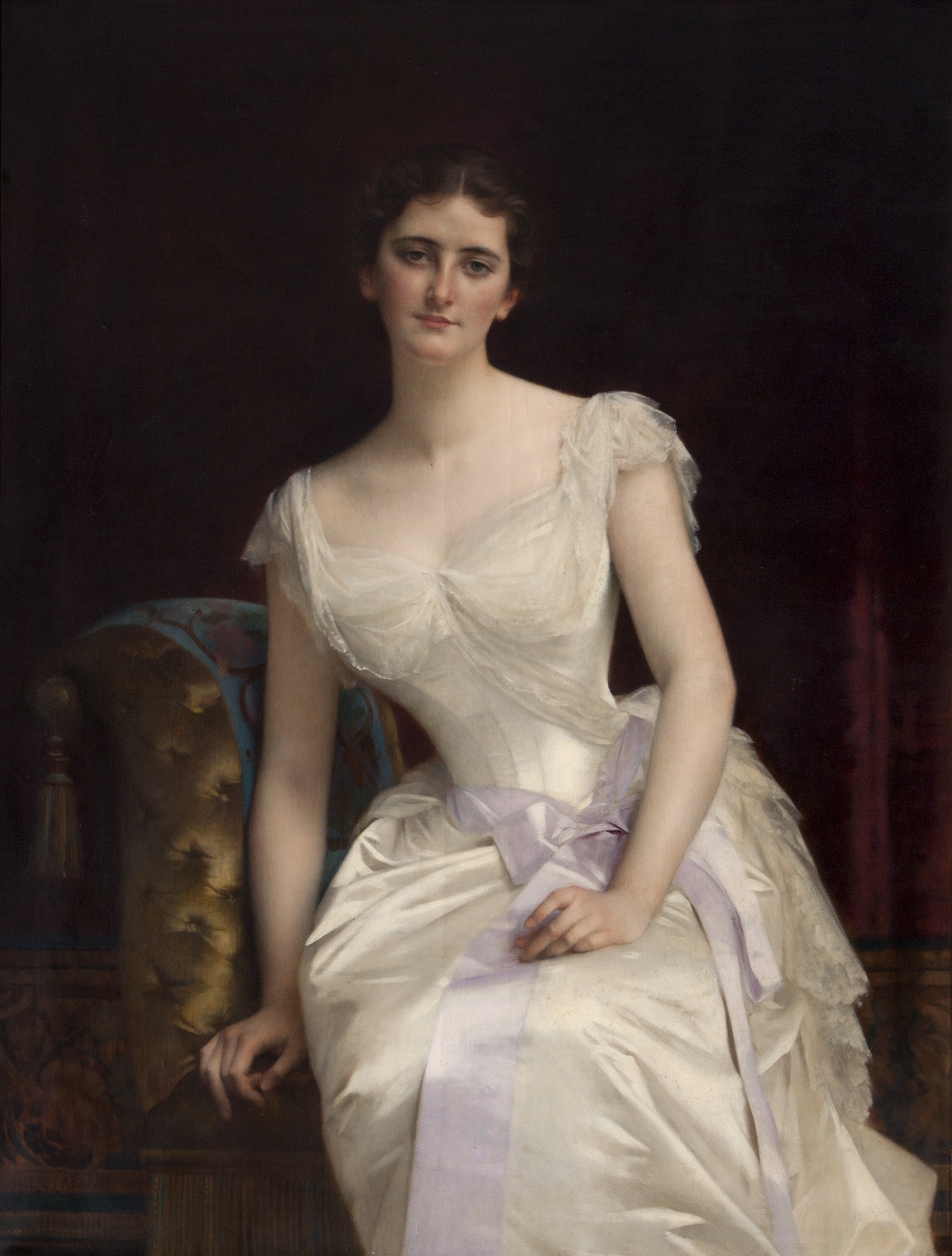
Mary Victoria Leiter, pictură de Alexandre Cabanel, 1887.

În 1895, Curzon s-a căsătorit cu baroana Mary Victoria Leiter, fiica lui Levi Ziegler Leiter, un milionar american luteran de origine germană, coproprietar al magazinului universal Field & Leiter din Chicago. Soția s-a îmbolnăvit grav în vara anului 1904. O recidivă a bolii din iulie 1906 i-a adus moartea la doar 36 de ani. 
Mary Victoria a fost înmormântată în cimitirul bisericii din Kedleston, unde Curzon a ridicat un monument în memoria sa. Deși George Curzon nu a fost un om foarte religios, el avea să spună în anii care aveau să vină că nu se teme de moarte, deoarece într-o viață viitoare urma să își reîntâlnească în Rai soția moartă de tânără. 
Cei doi au avut trei fiice: Mary Irene, care avea să moștenească titlul tatălui ei de baroană de Ravensdale, Cynthia, care s-a căsătorit cu un controversat om politic, Oswald Mosley, și Alexandra Naldera ("Baba"), care s-a căsătorit cu Edward "Fruity" Metcalfe, prieten al regelui Edward VIII. Mosley a exercitat o fascinație puternică asupra femeilor din familia Curzon. Irene a avut o aventură romantică mai înainte ca cei doi să se căsătorească fiecare cu alți parteneri, Baba i-a devenit amantă, la fel ca a doua soție a lui George Curzon, Grace.

## Vicerege al Indiei (1898–1905)

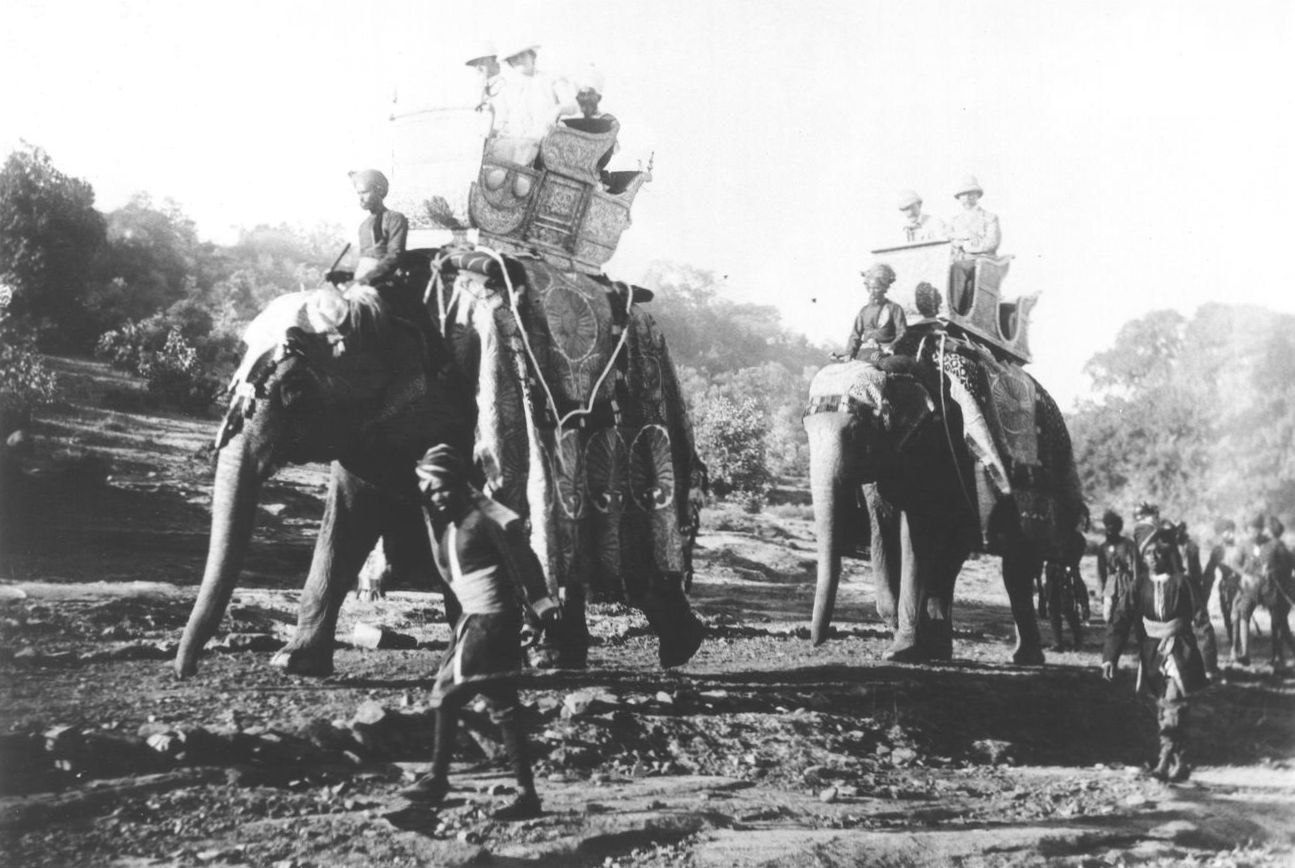
Convoiul lordului Curzon spre stupa Sanchi, 28 noiembrie 1899

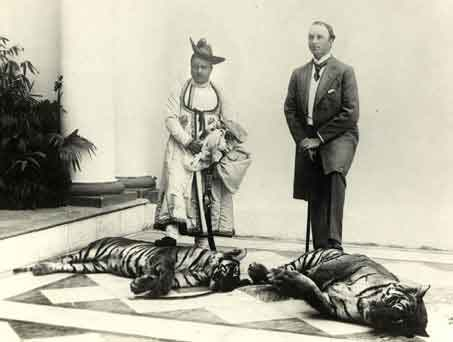
Lordul Curzon şi maharajahul din Gwalior, fotografiați lângă niște tigri vânați, 1901

În inauarie 1899, Curzon a fost numit Vicerege al Indiei. El a primit titlul de „baron Curzon de Kedleston” în cadrul nobilimii irlandeze. El a fost primit printre aristocrații irlandezi pentru a-i permite accesul în Camera Comunelor la reîntoarcerea în Londra, cât timp tatăl lui era încă în viață. 
Curzon a sosit în India la scurtă vreme după înfrângerea răscoalelor de la frontiere din 1897–1898 și și-a concentrat atenția asupra triburilor de la granița de nord-vest. El a înființat o nouă provincie – Provincia Frontierei Nord-Vestice – și a inaugurat o nouă politică de pacificare a zonei, bazată pe un amestec de forță și concesiuni. În timpul administrației sale a avut loc o singură rebeliune importantă în 1901. 
În contextul „Marelui Joc” geostrategic dintre Regatul Unit și Imperiul Rus pentru controlul Asia Centrală, Curzon s-a remarcat prin neîncrederea față de intențiile Rusiei. Curzon a încurajat comerțul britanic cu Persia și a făcut o vizită în regiunea Golfului Persic în 1903. La sfârșitul aceluiași an, Curzon a trimis în mod ostentativ o expediție în Tibet sub conducerea lui Francis Younghusband, pentru devansa eforturile rușilor. După o serie de conflicte sângeroase cu militarii tibetani slab înarmați, misiunea britanică și-a croit drum până în capitala Lhasa, unde a fost semnat un tratat în septembrie 1904. Britanicii nu au semnalat nicio prezență rusă în capitala tibetană.
În perioada mandatului său, Curzon a format mai multe comisii care să investigheze problemele legate de învățământ, irigații, poliție și administrație publică. Pe baza rapoartelor acestor comisii, Curzon a luat o serie de inițiative legislative în cursul celei de-al doilea său mandat ca vicerege al Indiei. El a fost numit pentru a doua oară Guvernator-general în august 1904. Sub conducerea sa, a avut loc împărțirea provinciei Bengal. O bună parte a populației s-a opus în mod activ împărțirii provinciei, care a fost revocată șase ani mai târziu. 
Curzon a participat activ în rezolvarea problemelor militare. El a fondat în 1901 Corpul de Cadeți Imperiali (ICC). ICC a fost un corp de elită, creată pentru ca să asigure principilor și aristocraților indieni pregătire militară. O parte dintre acești cadeți indieni au primit funcții onorifice în armata indiană, care nu le dădea dreptul să ocupe funcții de comandă. Acest ultim amănunt a dus la eșecul inițiativei ICC și la creșterea resentimentelor în rândul indienilor. Deși ICC și-a încetat activitatea în 1914, ea a deschis calea „indianizării” corpului de ofițeri ai armatei locale, care a început șovăielnic în 1917. Neînțelegerile în domeniul militar dintre comandantul suprem din India, Herbert Kitchener, și Curzon au dus la înfrângerea celui din urmă, lipsit de sprijinul guvernului național. Curzon a demisionat în august 1905 și s-a reîntors în Anglia. 
În timpul mandatului său, Curzon a inițiat lucrările de restaurare a Taj Mahal-lui. 

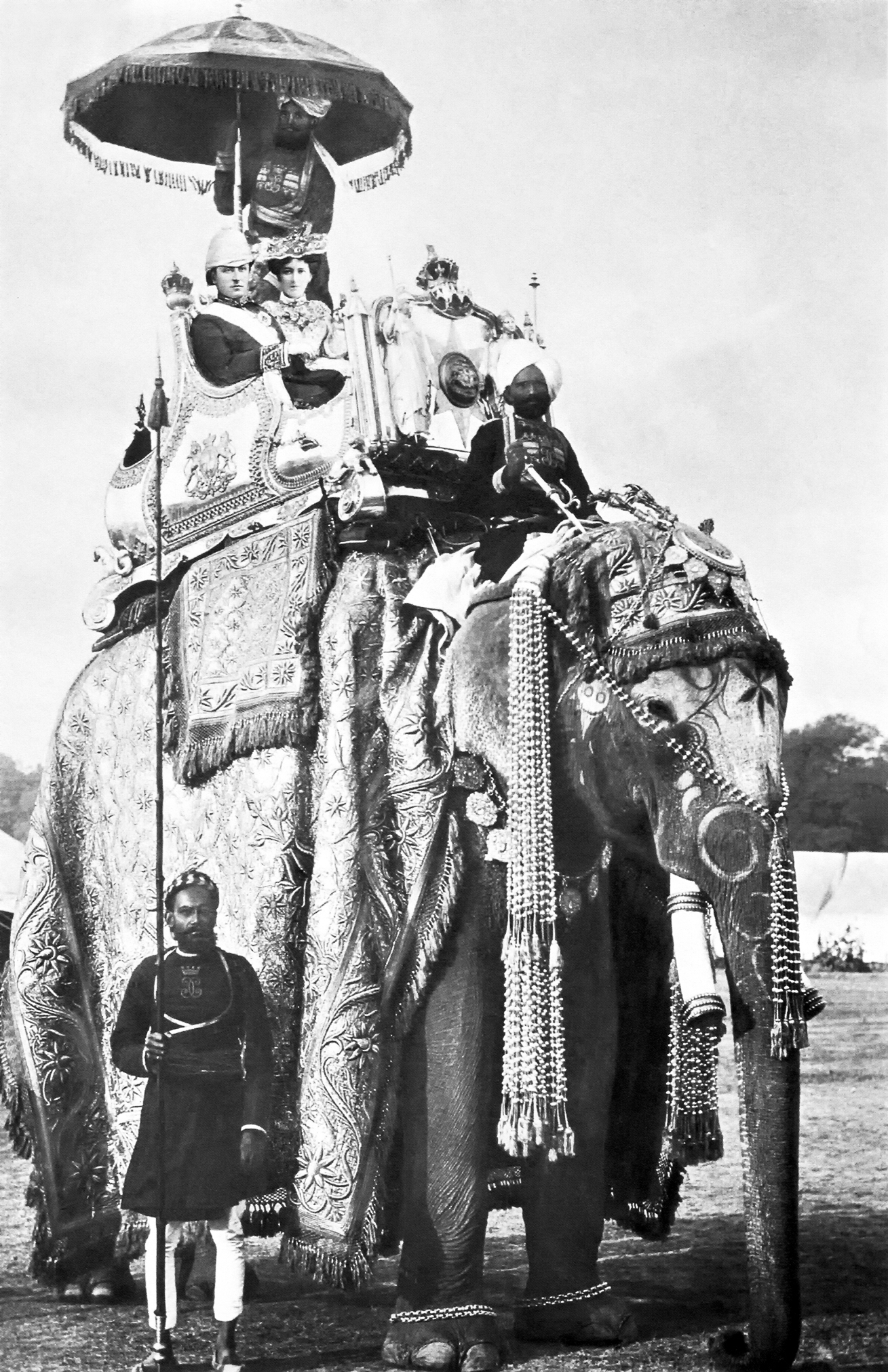
Soţii Curzon călare pe elefantul Lakshman Prasad, 29 decembrie 1902, Delhi

### Foametea din India
În timpul mandatului lui Curzon a avut loc una dintre cele mai grave foamete în India. În timpul acesteia au pierit între 6,1 și 9 milioane de oameni.Curzon este criticat în zilele noastre pentru faptul că nu a combătut în mod eficient foametea.De fapt,el a pus în aplicare o serie de măsuri, inițiind ajutorarea directă a aproximativ 3 până la 5 milioane de oameni,a scăzut taxele și a cheltuit sume importante pentru deschiderea unor sisteme noi de irigație. Tot la fel de adevărat este faptul că viceregele Indiei a declarat că orice guvern care va pune în pericol poziția financiară a Indiei în interesul filantropiei risipitoare va fi supus unor critici severe, iar un guvern care va dărui pomeni nediscriminatorii va fi vinovat de crimă". De asemenea, el a tăiat din rațiile pe care le-a caracterizat drept „periculos de mari” și a înăsprit criteriile de eligibilitate pentru ajutoare.

## Reîntoarcerea în Regatul Unit
Refuzul lui Arthur Balfour din 1905 de a-l recomanda pentru acordarea titlului de conte, a fost repetat și de premierul liberal Sir Henry Campbell-Bannerman, care a format noul guvern la o zi după reîntoarcerea fostului vicerege în țară. 
Curzon a respectat dorințele regelui și sfaturile medicilor și nu a candidat la alegerile generale din 1906, fiind exclus din viața publică pentru prima oară în ultimii 20 de ani ai vieții sale. Din punctul de vedere al lui Curzon, acesta a fost cea mai gravă pierdere personală, punctul de minim al carierei sale. 
Mary a murit în 1906, iar Curzon și-a dedicat timpul treburilor domestice, inclusiv găsirii unei noi case. În 1907, el a fost ales Cancelar al Universității Oxford, funcție de care s-a achitat în mod strălucit.

## Membru al nobilimii Irlandei (1908)
În 1908, Curzon a fost ales ca peer al Irlandei, ceea ce i-a redeschis calea pentru întoarcerea în Camera Comunelor. În 1909 – 1910, el a luat parte activă la lupta de opoziție față de propunerea guvernului liberal de abolire a dreptului de veto a Camerei Lorzilor. În 1911, au fost create titlurile de Baron Ravensdale, în comitatul Derby, (care a fost transmis, în lipsa moștenitorilor masculini fiicelor sale), Viconte Scarsdale, în comitatul Derby, (care a fost transmis, în lipsa moștenitorilor masculini, moștenitorilor masculini ai tatălui său, și Earl Curzon of Kedleston, în același comitat Derby, cu dreptul de moștenire normal, toate înscrise în Almanahul nobilimii Regatului Unit. Din decembrie 1916 Curzon a devenit membru al cabinetului de război al premierului Lloyd George ca lider al Camerei Lorzilor . În ciuda opoziției sale față de acordarea dreptului la vot al femeilor, (el fusese într-o perioadă conducătorul „Ligii antisufragiu”), Camera Lorzilor a legiferat, în cele din urmă, dreptul femeilor să participe la viața politică.

## A doua căsătorie (1917)
După o relație amoroasă îndelungată cu romanciera Elinor Glyn, Curzon s-a căsătorit în 1917 cu Grace Elvina Hinds, văduva bogată a lui Alfred Hubert Duggan. Căsătoria a luat-o pe neașteptate pe Glyn, care, deși locuia împreună cu George Curzon, a aflat vestea logodnei amantului ei cu Grace din ziare. 
Grace Elvina avea deja trei copii din prima căsătorie. În ciuda tratamentelor urmate, nici cea de-a doua soție nu a reușit să-i dea lui Curzon fiul și moștenitorul pe care îl dorea cu ardoare. Acest fapt a dus la erodarea căsătoriei, care a dus în cele din urmă la separarea soților, dar nu la divorț. 
În 1917, Curzon a cumpărat castelul Bodiam în East Sussex, o clădire veche din secolul al XIV-lea. El a. restaurat proprietatea, după care a lăsat-o prin moștenire National Trust.

## Marele Joc
Pentru înțelegerea deciziilor de politică externă a multor guverne europene la sfârșitul secolului al XIX-lea și începutul celui de-al XX-lea, este necesar să se cerceteze așa-numitul „Mare Joc”, („the Great Game”), adică rivalitatea strategică dintre Rusia și Marea Britanie asupra hegemoniei în Asia Centrală si Persia. George Curzon a luat parte activ la acest joc diplomatic. Marele Joc a fost responsabil direct sau indirect de strategia politică a lui Curzon în India, cea mai valoroasă colonie a britanicilor. Curzon considera că toate puterile europene reprezintă o amenințare potențială la adresa intereselor britanice, dar printre acestea Imperiul Rus se contura drept concurentul principal la supremația britanică în regiune
Când rușii au început construcția căii ferate transcaspiene de-a lungul anticului Drum al Mătăsii în 1879, Curzon a considerat aceasta ca o manifestare expansionistă agresivă și nemascată a Imperiului Țarist împotriva controlului britanic asupra Indiei. Calea ferată începea în orașul Krasnovodsk sau Kîzîl Su de lângă Marea Caspică, azi Türkmenbașy, se întindea de-a lungul Deșertului Karakum, trecea prin Așgabat, continua de-a lungul Munților Kopet Dag și ajungea la Tejen. 
În vreme ce rușii au susținut neîncetat că unicul scop al acestei căi ferate era creșterea controlului local în provinciile asiatice ale imperiului, Curzon a dedicat un întreg capitol din cartea sa „Russia in Central Asia” aprecierilor strategice și comerciale legate de această cale feroviară. Această cale ferată lega Rusia de unele dintre cele mai bogate și însemnate orașe ale acelor vremuri din Asia Centrală, inclusiv cu provincia persană Horasan. Pentru Curzon părea evident faptul că, odată terminată, această cale ferată ar fi permis mobilizarea rapidă a forțelor ruse, ceea ce ar fi crescut avantajul strategic deja existent. Trupele și proviziile ruse ar fi putut fi deplasate în regiune cu o mai mare ușurință. În afară de amenințarea militară puternică, Curzon a considerat că definitivarea acestei căi de transport putea să prejudicieze în mod dramatic interesele comerciale britanice, prin creșterea schimbului de mărfuri dintre Rusia și Asia Centrală și creșterii interdependenței dintre cele două regiuni . Peste câțiva ani, Curzon va susține prezența exclusivă a britanicilor în Golful Persic, o politică inițial propusă de politicianul John Malcolm. Guvernul britanic s-a angajat în semnarea unor înțelegeri cu șeicii sau conducătorii tribali locali din regiunea Golfului Persic. Curzon a reușit în cele din urmă să-și convingă guvernul să transforme Regatul Unit în protectorul neoficial al Kuweitului (prin Acordul angl0-kuweitian din 1899). Acest acord prevedea ca britanicii să respingă orice încercare a vreunei puteri europene de stabilire a prezenței militare în Golf. În 1907, această poziție avea să fie abandonată, odată cu semnarea unui acord anglo-rus, prin care zona Golfului era declarată regiune neutră. Acest acord a fost aprobat de către guvernul de la Londra după ce a devenit evident faptul că apărarea Indiei față de înaintarea Imperiului Rus cerea uriașe resurse economice.
În 1918, în timpul Primului Război Mondial, odată cu creșterea influenței britanice în Irak, Curzon a încercat să convingă guvernul indian să reconsidere vechiul aranjament de securitate, în care Iranul era considerat o zonă tampon necesară împotriva influenței rușilor. El a considerat că sprijinirea guvernului iranian îl va face pe acesta din urmă să fie dependent din punct de vedere politic de cel indian, ceea ce ar fi transformat Iranul într-un aliat stabil și loial. Ajutorul acordat Iranului trebuia să fie de natură economică și militară, sursa acestor ajutoare urmând să fie Regatul Unit, India acționând doar ca intermediar. Planul lui Curzon nu a fost acceptat. Guvernul britanic considera că Rusia avea deja un avantaj geografic important, iar aplicarea propunerilor lui Curzon nu ar fi adus beneficii de securitate care să justifice costurile foarte ridicate.

## Secretar al afacerilor externe (1919 – 1924)
După nouă luni în care a funcționat ca secretar interimar al afacerilor externe, în vreme ce lord Balfour era angajat în tratativele de pace de la Paris , Curzon a fost numit Foreign Secretary în octombrie 1919. El avea să dea numele liniei de demarcație care avea să devină în decembrie 1919 frontiera dintre Polonia și Rusia – Linia Curzon. Deși în timpul războiului polono-sovietic care a urmat, Polonia a cucerit teritorii la est de această linie, granița a fost mutată spre vest după al Doilea Război Mondial, noua frontieră respectând cu aproximație Lina CUrzon. 
Curzon nu s-a bucurat de sprijinul lui Lloyd George. Premierul îl considera pe Curzon un înfumurat. Se spunea în acea vreme că premierul își folosea ministrul de externe tot la fel precum folosea un Rolls-Royce să trimită un colet în gară. Lloyd George avea să spună mai târziu că Churchill și-a tratat miniștrii într-un fel în care el nu și-ar fi tratat colegii de cabinet; „Ei erau cu toții oameni cu stare – ei bine, cu excepția lui Curzon.”  Cu toate acestea, Curzon s-a dovedit folositor în mai multe rânduri în rezolvarea unor probleme din Orientul Mijlociu. El a negociat acordarea independenței Egiptlui în 1922 și a divizat Palestina sub mandat britanic, creând Regatul Iordanie. 
Curzon a fost implicat în organizarea celebrării primei Zile a Armistițiului pe 11 noiembrie 1919. Cu această ocazie a fost dezvelit un cenotaf, operă a arhitectului britanic Sir Edwin Lutyens, a fost organizată o paradă militară a victoriei a Aliaților. În 1921, a fost create titlurile nobiliare de Earl of Kedleston și de Marquess Curzon of Kedleston în comitatul Derby.
Spre deosebire de cea mai mare parte a membrilor conservatori ai cabinetului de coaliție al lui Lloyd George, Curzon nu l-a sprijinit pe premier în Criza Çanakkale și a demisionat în momentul în care deputații conservatori au votat pentru dizolvarea coaliției în octombrie 1922. Această atitudine i-a permis lui Curzon să-și păstreze funcția de ministru de externe în guvernul conservator al lui Andrew Bonar Law. În 1922, Curzon a negociat cu Franța după ce trupele Parisului au ocupat Ruhrul pentru ca să forțeze Germania să-și plătească despăgubirile de război. Curzon a fost descris de premierul francez Raymond Poincaré drept un „omuleț dezgustător”.

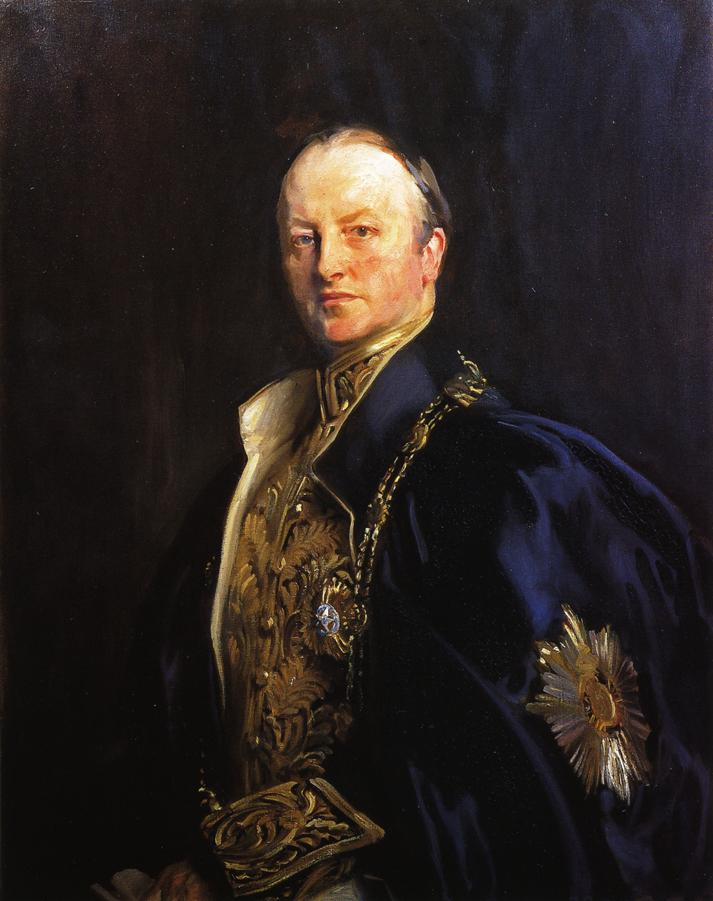
Lord Curzon of Kedleston, tablou de John Singer Sargent, 1914. Royal Geographical Society

După retragerea lui Andrew Bonar Law din funcția de premier, Stanley Baldwin l-a înlocuit pe Curzon în funcția de ministru de externe, în ciuda eforturilor făcute de cel din urmă să-și păstreze postul. Decizia aceasta a fost luată de liderii partidului în întruniri private și a fost sprijinită de fostul premier Arthur Balfour . Regele George al V-lea, care împărtășea antipatia unor lideri conservatori față de Curzon, a sprijinit la rândul lui numirea unui nou premier în persoana lui Baldwin. Atunci când a fost chemat la Londra ca să i se comunice vestea, Curzon a presupus că urmează să fie numit premier și se spune că ar fi izbucnit în lacrimi atunci când a aflat adevărul. El avea să-l descrie mai târziu pe Baldwin drept „un om de o extremă lipsă de importanță” . 
Curzon a rămas ministru de externe în cabinetul lui Baldwin până la căderea guvernului în ianuarie 1924. După ce Baldwin a format noul guvern în ianuarie în 1924, el l-a recomandat pe Curzon pentru funcția de Lord Președinte al Consiliului de Coroană. Curzon a îndeplinit această funcție până în martie anul următor. În martie 1925 el a suferit o hemoragie masivă a vezicii urinare. A fost operat pe 9 martie, dar a murit pe 20 martie 1925, la vârsta de 66 de ani. Coșciugul său, confecționat din lemnul aceluiași copac din care fusese făcut și coșciugul lui Mary, a fost depus la Westminster Abbey. Geroge Curzon a fost înmormântat alături de soția sa Mary, în cavoul familiei, pe 26 martie. Odată cu moartea sa, baronatul, comitatul și marchizatul de Curzon de Kedleston și comitatul de Kedleston și-au încetat existența, în vreme ce rangul de viconte și de baron de f Scarsdale a fost moștenit de un nepot. Baronatul de Ravensdale a fost moștenit de fiica sa cea mai mare, Mary. 

## Relația cu politicienii britanici
Dacă vastele cunoștințe cu privire la Asia Centrală i-au adus lui Curzon respectul colegilor de guvern, natura arogantă și criticile brutale și grosolane uneori au provocat fricțiuni cu politicienii din parlament. El e fost convins ca datoria sa de ministru de externe este să aibă o poziție nepartizană și a prezentat toate informațiile cu privire la un anumit subiect colegilor din cabinet, sperând ca aceștia să ajungă la cea mai bună decizie politică. Pe de altă parte, Curzon a considerat orice critică politică, sugestie sau poziție negativă fată de ministerul său drept un atac personal, care nu putea duce decât la o reacție promptă și agresivă;ref>G. H. Bennett, Lloyd George, Curzon and the Control of British Foreign Policy 1919-22, Australian Journal of Politics & History 45.4 (1999): 472.</ref>. Există istorici care consideră că această reacție agresivă în apărarea sa a fost născută din insecuritatea politică a Foreign Office ca un întreg. În deceniul al treilea al secolului trecut, politica externă era subordonată premierului și nu era una preventivă. Foreign Office a fost de multe ori doar un spectator în procesul de luare a deciziilor de politică externă. Incertitudinea din cadrul Ministerului de externe a crescut odată cu apariția unor noi actori în discursul politic, așa cum a fost nou creatul Secretariat pentru colonii, sau Liga Națiunilor 
Se poate spune că cea mai grea perioadă ca ministru de externe, Curzon și-a petrecut-o în cabinetul lui Lloyd George, afirmația fiind susținută de numărul mare de ciorne al unor demisii găsite în arhiva personală a politicianului după moartea sa. Animozitatea profesională dintre cei doi politicieni își găsește rădăcinile în criza parlamentară din 1911, dar existau și numeroase motive personale pentru ostilitatea dintre cei doi. Curzon îi displăcea profund lui Lloyd George datorită atitudinii aristocratice pe care o afișa cel dintâi. În ciuda relațiilor lor încordate, cei doi aveau atitudini foarte apropiate în abordarea problemelor guvernamentale. Lloyd George a recunoscut că averea și erudiția lui Curzon au fost un atu important al succesului coaliției sale guvernamentale. Pe de altă parte, Curzon a fost încântat de libertatea de mișcare pe care i-a oferit-o Lloyd George în problemele Orientului Mijlociu. Curzon a avut relații încordate nu doar cu Lloyd George, dar și cu succesorul acestuia, Bonar Law, care a devenit premier în noiembrie 1922. Politica externă a lui Bonar Law era una a defensivei precaute, care contrasta puternic cu abordările lui Curzon. În ciuda tuturor diferențelor de opinii cu politicienii britanici, clarviziunea lui Curzon în problemele Orientului Mijlociu a fost un instrument important în modelarea politicii externe a Londrei în această regiune. 

## Titluri
- 1859–1886: The Honourable (The Hon.) George Nathaniel Curzon
- 1886–1898: The Hon. George Nathaniel Curzon, Member of Parliament (MP)
- 1898–1899: The Right Honourable (The Rt Hon.), The Lord Curzon of Kedleston
- 1899–1901: His Excellency, The Rt Hon. The Lord Curzon of Kedleston, GCSI, GCIE
- 1901–1905: His Excellency The Rt Hon. The Lord Curzon of Kedleston, GCSI, GCIE, PC
- 1905–1911: The Rt Hon. The Lord Curzon of Kedleston, GCSI, GCIE, PC
- 1911–1916: The Rt Hon. The Earl Curzon of Kedleston, GCSI, GCIE, PC
- 1916–1921: The Rt Hon. The Earl Curzon of Kedleston, KG, GCSI, GCIE, PC
- 1921–1925: The Most Honourable, The Marquess Curzon of Kedleston, KG, GCSI, GCIE, PC

### George Nathaniel Curzon
- Curzon, Russia in Central Asia in 1889 and the Anglo-Russian Question, (1889) Frank Cass & Co. Ltd., London (reprinted Cass, 1967), Adamant Media Corporation ISBN 978-1-4021-7543-5 (27 februarie 2001) Reprint (Paperback) Details
- Curzon, Persia and the Persian Question (1892) Longmans, Green, and Co., London and New York.; facsimile reprint:
  - Volume 1 (Paperback) by George Nathaniel Curzon, Adamant Media Corporation ISBN 978-1-4021-6179-7 (22 octombrie 2001) Abstract
  - Volume 2 (Paperback) by George Nathaniel Curzon, Adamant Media Corporation ISBN 978-1-4021-6178-0 (22 octombrie 2001) Abstract
- Curzon, Problems of the Far East (1894; new ed., 1896) George Nathaniel Curzon Problems of the Far East. Japan -Korea - China, reprint, ISBN 1-4021-8480-8, ISBN 978-1-4021-8480-2 (25 decembrie 2000) Adamant Media Corporation (Paperback)Abstract
- Curzon, "The Pamirs and the Source of the Oxus", 1897, The Royal Geographical Society. Geographical Journal 8 (1896): 97-119, 239-63. A thorough study of the region’s history and people and of the British - Russian conflict of interest in Turkestan based on Curzon’s travels there in 1894. Reprint (paperback): Adamant Media Corporation, ISBN 978-1-4021-5983-1 (22 aprilie 2002) Abstract. Unabridged reprint (2005): Elbiron Classics, Adamant Media Corporation. ISBN 1-4021-5983-8 (pbk); ISBN 1-4021-3090-2 (hardcover).
- Curzon, The Romanes Lecture 1907, "FRONTIERS", By the Right Honorable Lord Curzon of Kedleston, All Souls College, Chancellor of the University, Delivered in the Sheldonian Theater, Oxford, 2 noiembrie 1907 full text.
- Curzon, "Tales of Travel" First published by Hodder & Stoughton 1923, (Century Classic Ser.) London, Century. 1989, Facsimile Reprint. ISBN 0-7126-2245-4, Soft Cover. Reprint with Foreword by Lady Alexandra Metcalfe, Introduction by Peter King. A selection of Curzon's travel writing including essays on Egypt Afghanistan Persia Iran India Iraq Waterfalls etc. 12 + 344p., Includes the future viceroy’s escapade into Afghanistan to meet the “Iron Emir”, Abdu Rahman Khan, in 1894.
- Curzon, "Travels with a Superior Person", London, Sidgwick & Jackson. 1985, Reprint. ISBN 978-0-283-99294-0, Hardcover,Details A selection from Lord Curzon's travel books between 1889 and 1926, "The quintessence of late Victorian travel writing and a delight for modern readers " Illustrated with 90 contemporary photographs most of them from Curzon's own collection. Includes "Greece in the Eighties" pp. 78–84, " Edited by Peter King. Introduced by Elizabeth Longford. 191p. illus. maps on endpapers.

### Alți autori
- Bennet, G. H. (1995). British Foreign Policy During the Curzon Period, 1919–1924. New York: St. Martin's Press. ISBN 0-312-12650-6.
- Carrington, Michael. A PhD thesis, "Empire and authority: Curzon, collisions, character and the Raj, 1899–1905.", discusses a number of interesting issues raised during Curzon's Viceroyalty, (Available through British Library).
- Goudie A. S. (1980). "George Nathaniel Curzon: Superior Geographer", The Geographical Journal, 146, 2 (1980): 203–209, doi:10.2307/632861 Abstract
- Gilmour, David (2003). Curzon: Imperial Statesman. Farrar, Straus & Giroux. ISBN 0-374-13356-5.
- Katouzian, Homa. "The Campaign Against the Anglo-Iranian Agreement of 1919." British Journal of Middle Eastern Studies 25 (1) (1998): 5–46.
- Nicolson, Harold George (1934). Curzon: The Last Phase, 1919–1925: A Study in Post-war Diplomacy. London: Constable.
- Ronaldshay, Earl of (1927). The life of Lord Curzon. Vol. 1-2. (London)
- Ross, Christopher N. B. "Lord Curzon and E. G. Browne Confront the 'Persian Question'", Historical Journal, 52, 2 (2009): 385–411, doi:10.1017/S0018246X09007511
- Wright, Denis. "Curzon and Persia." The Geographical Journal 153 (3) (1987): 343–350.